# Anilios
Anilios is een geslacht van slangen uit de familie wormslangen (Typhlopidae).

## Naam en indeling
De wetenschappelijke naam van de groep werd voor het eerst voorgesteld door John Edward Gray in 1845. Er zijn 48 soorten, inclusief de pas in 2019 beschreven soort Anilios vagurima. Veel soorten behoorden eerder tot het geslacht Austrotyphlops, dat tegenwoordig niet meer wordt erkend.

## Uiterlijke kenmerken
De slangen bereiken een lichaamslengte van ongeveer 20 tot 70 centimeter. De soort Anilios silvia blijft met een totale lichaamslengte van 17,5 wat kleiner en de grotere Anilios proximus kan tot 75 cm lang worden. De kop is lastig te onderscheiden van het lichaam door het ontbreken van een duidelijke insnoering. De ogen zijn sterk gedegenereerd en zijn onder de schubben gelegen. De slangen hebben 18, 20 of 22 rijen schubben in de lengte op het midden van het lichaam, de soort Anilios unguirostris heeft er 24. De schubben zijn ongeveer even groot als de dorsale schubben.
De lichaamskleur is meestal roze tot bruin zodat veel soorten sterk lijken op een regenworm, de snuit is afgerond en is moeilijk te onderscheiden van de staartzijde.

## Levenswijze
De vrouwtjes zetten eieren af op de bodem of in termietennesten. De slangen leven van de eieren, poppen of volwassen exemplaren van verschillende soorten mieren en termieten.

## Verspreiding en habitat
Alle soorten komen voor in grote delen van Australië, twee soorten komen daarnaast voor in Papoea-Nieuw-Guinea. De soort Anilios erycinus is hierop een uitzondering en komt endemisch voor in Nieuw-Guinea. De habitat bestaat uit droge tropische en subtropische graslanden, bossen en scrublands en droge savannen.

## Beschermingsstatus
Door de internationale natuurbeschermingsorganisatie IUCN is aan 45 soorten een beschermingsstatus toegewezen. Van de soorten worden er 36 beschouwd als 'veilig' (Least Concern of LC) en acht als 'onzeker' (Data Deficient of DD). De soort Anilios insperatus ten slotte te boek als 'ernstig bedreigd' (Critically Endangered of CR).

## Soorten
Het geslacht omvat de volgende soorten, met de auteur en het verspreidingsgebied.
| Naam                   | Auteur                            | Verspreidingsgebied                                                                                       |
| ---------------------- | --------------------------------- | --- |
| Anilios affinis        | Boulenger, 1889                   | Australië (New South Wales, Queensland)                                                                   |
| Anilios ammodytes      | Montague, 1914                    | Australië (West-Australië)                                                                                |
| Anilios aspina         | Couper, Covacevich & Wilson, 1998 | Australië (Queensland)                                                                                    |
| Anilios australis      | Gray, 1845                        | Australië (Noordelijk Territorium, Victoria, West-Australië, Zuid-Australië)                              |
| Anilios batillus       | Waite, 1894                       | Australië (New South Wales)                                                                               |
| Anilios bicolor        | Peters, 1858                      | Australië (New South Wales, Victoria, West-Australië, Zuid-Australië)                                     |
| Anilios bituberculatus | Peters, 1863                      | Australië (New South Wales, Noordelijk Territorium, Queensland, Victoria, West-Australië, Zuid-Australië) |
| Anilios broomi         | Boulenger, 1898                   | Australië (Queensland, Zuid-Australië)                                                                    |
| Anilios centralis      | Storr, 1984                       | Australië (Noordelijk Territorium)                                                                        |
| Anilios chamodracaena  | Ingram & Covacevich, 1993         | Australië (Queensland)                                                                                    |
| Anilios diversus       | Waite, 1894                       | Australië (Noordelijk Territorium, Queensland, West-Australië)                                            |
| Anilios endoterus      | Waite, 1918                       | Australië (New South Wales, Noordelijk Territorium, Queensland, West-Australië, Zuid-Australië)           |
| Anilios erycinus       | Werner, 1901                      | Nieuw-Guinea                                                                                              |
| Anilios fossor         | Shea, 2015                        | Australië (Noordelijk Territorium)                                                                        |
| Anilios ganei          | Aplin, 1998                       | Australië (West-Australië)                                                                                |
| Anilios grypus         | Waite, 1918                       | Australië (Noordelijk Territorium, Queensland, West-Australië)                                            |
| Anilios guentheri      | Peters, 1865                      | Australië (Noordelijk Territorium, West-Australië)                                                        |
| Anilios hamatus        | Storr, 1981                       | Australië (West-Australië)                                                                                |
| Anilios howi           | Storr, 1983                       | Australië (West-Australië)                                                                                |
| Anilios insperatus     | Venchi, Wilson & Borsboom, 2015   | Australië (Queensland)                                                                                    |
| Anilios kimberleyensis | Storr, 1981                       | Australië (West-Australië)                                                                                |
| Anilios leptosoma      | Robb, 1972                        | Australië (West-Australië)                                                                                |
| Anilios leucoproctus   | Boulenger, 1889                   | Australië (Queensland), Papoea-Nieuw-Guinea                                                               |
| Anilios ligatus        | Peters, 1879                      | Australië (New South Wales, Noordelijk Territorium, Queensland, Victoria, West-Australië, Zuid-Australië) |
| Anilios longissimus    | Aplin, 1998                       | Australië (West-Australië; Barroweiland)                                                                  |
| Anilios margaretae     | Storr, 1981                       | Australië (West-Australië)                                                                                |
| Anilios micromma       | Storr, 1981                       | Australië (West-Australië)                                                                                |
| Anilios minimus        | Kinghorn, 1929                    | Australië (Noordelijk Territorium)                                                                        |
| Anilios nema           | Shea & Horner, 1997               | Australië (Noordelijk Territorium)                                                                        |
| Anilios nigrescens     | Gray, 1845                        | Australië (New South Wales, Queensland, Victoria)                                                         |
| Anilios obtusifrons    | Ellis & Doughty, 2017             | Australië (West-Australië)                                                                                |
| Anilios pilbarensis    | Aplin & Donnellan, 1993           | Australië (West-Australië)                                                                                |
| Anilios pinguis        | Waite, 1897                       | Australië (Victoria, West-Australië, Zuid-Australië)                                                      |
| Anilios proximus       | Waite, 1893                       | Australië (New South Wales, Queensland, Victoria, Zuid-Australië)                                         |
| Anilios robertsi       | Couper, Covacevich & Wilson, 1998 | Australië (Queensland)                                                                                    |
| Anilios silvia         | Ingram & Covacevich, 1993         | Australië (Queensland)                                                                                    |
| Anilios splendidus     | Aplin, 1998                       | Australië (West-Australië)                                                                                |
| Anilios systenos       | Ellis & Doughty, 2017             | Australië (West-Australië)                                                                                |
| Anilios torresianus    | Boulenger, 1889                   | Australië (Queensland), Papoea-Nieuw-Guinea                                                               |
| Anilios tovelli        | Loveridge, 1945                   | Australië (Noordelijk Territorium)                                                                        |
| Anilios troglodytes    | Storr, 1981                       | Australië (Queensland)                                                                                    |
| Anilios unguirostris   | Peters, 1867                      | Australië (Noordelijk Territorium, Queensland, West-Australië, Zuid-Australië)                            |
| Anilios vagurima       | Ellis, 2019                       | Australië (West-Australië)                                                                                |
| Anilios waitii         | Boulenger, 1895                   | Australië (West-Australië)                                                                                |
| Anilios wiedii         | Peters, 1867                      | Australië (New South Wales, Queensland)                                                                   |
| Anilios yampiensis     | Storr, 1981                       | Australië (West-Australië)                                                                                |
| Anilios yirrikalae     | Kinghorn, 1942                    | Australië (Noordelijk Territorium)                                                                        |
| Anilios zonula         | Ellis, 2016                       | Australië (West-Australië)                                                                                |